# Federico Usandizaga
Federico Usandizaga (* 8. November 1971) ist ein ehemaliger argentinischer Squashspieler.

## Karriere
Federico Usandizaga war in den 1990er-Jahren auf der PSA World Tour und gewann auf dieser drei Turniere. Seine höchste Platzierung in der Weltrangliste erreichte er mit Rang 20 im November 1995.
1991, 1993, 1996 und 1997 wurde er Panamerikameister im Einzel. Bei den Panamerikanischen Spielen gewann er 1995 mit der argentinischen Mannschaft die Silbermedaille, 1999 gewann er mit der Mannschaft Bronze. Im Einzel sicherte er sich zudem Bronze im Einzelwettbewerb. Mit der argentinischen Nationalmannschaft nahm er 1997 an der Weltmeisterschaft teil. Zweimal stand er bei Weltmeisterschaften im Einzel im Hauptfeld: 1993 und 1995 schied er jeweils in der ersten Runde aus.

## Erfolge
- Panamerikameister: 4 Titel (1991, 1993, 1996, 1997)
- Gewonnene PSA-Titel: 3
- Panamerikanische Spiele: 1 × Silber (Mannschaft 1995), 2 × Bronze (Einzel und Mannschaft 1999)